# Högsrums socken
Högsrums socken på Öland ingick i Slättbo härad, uppgick 1969 i Borgholms stad och området ingår sedan 1971 i Borgholms kommun och motsvarar från 2016 Högsrums distrikt i Kalmar län.
Socknens areal är 38,20 kvadratkilometer, varav land 38,19. År 2000 fanns här 951 invånare. Tätorten Rälla samt kyrkbyn Högsrum med sockenkyrkan Högsrums kyrka ligger i socknen. 

## Administrativ historik
Högsrums medeltida kyrka var i sina äldsta delar byggd i början av 1100-talet. I skriftliga källor omtalas Högsrums socken dock första gången i ett odaterat brev från omkring 1320 och ett daterat från 1346.
Byn Karås, som senare i jordebokssocknarna räknats till Räpplinge socken, hörde före 1539 till Högrums socken. I kyrkligt avseende har byarna Karås och Sörby varit delade mellan Högrums och Räpplinge socknar.
Vid kommunreformen 1862 övergick socknens ansvar för kyrkliga frågor till Högsrums församling och för borgerliga frågor till Högsrums landskommun. Denna senare uppgick 1952 i Gärdslösa landskommun och uppgick 1969 i Borgholms stad, från 1971 Borgholms kommun. Församlingen uppgick 2006 i Räpplinge-Högsrums församling.
1 januari 2016 inrättades distriktet Högsrum, med samma omfattning som församlingen hade 1999/2000.
Socknen har tillhört samma fögderier och domsagor som Slättbo härad. De indelta båtsmännen tillhörde 1:a Ölands båtsmankompani.

## Geografi
Högsrums socken ligger söder om Borgholm på Ölands västkust och inbegriper Ölands högsta punkt 55 meter över havet. Socknen består av lövskog nedanför landborgen samt skog även ovan denna. Den tidigare färjeplatsen Stora Rör ligger här.

## Fornminnen
Åtta järnåldersgravfält med skeppssättningen Noaks ark på Karums alvar finns här liksom några spridda gravrösen från bronsåldern. En fornborg (Vipetorps borg) finns även.

## Namnet
Namnet (1346 Hökrum), från kyrkbyn, har ett förled högst och ett efterled rum, öppen mark.

## Befolkningsutveckling
| Befolkningsutvecklingen i Högsrums socken 1750–1990                                                     | Befolkningsutvecklingen i Högsrums socken 1750–1990 | Befolkningsutvecklingen i Högsrums socken 1750–1990 | Befolkningsutvecklingen i Högsrums socken 1750–1990 | Befolkningsutvecklingen i Högsrums socken 1750–1990 |
| --- | --------------------------------------------------- | --------------------------------------------------- | --------------------------------------------------- | --------------------------------------------------- |
| |                                                     |                                                     |                                                     |                                                     |
| År |                                                     |                                                     | Folkmängd                                           |                                                     |
| 1750 | 1750                                                |                                                     | 458                                                 |                                                     |
| 1760 | 1760                                                |                                                     | 613                                                 |                                                     |
| 1769 | 1769                                                |                                                     | 713                                                 |                                                     |
| 1780 | 1780                                                |                                                     | 737                                                 |                                                     |
| 1790 | 1790                                                |                                                     | 675                                                 |                                                     |
| 1800 | 1800                                                |                                                     | 851                                                 |                                                     |
| 1810 | 1810                                                |                                                     | 914                                                 |                                                     |
| 1820 | 1820                                                |                                                     | 1 073                                               |                                                     |
| 1830 | 1830                                                |                                                     | 1 080                                               |                                                     |
| 1840 | 1840                                                |                                                     | 991                                                 |                                                     |
| 1850 | 1850                                                |                                                     | 945                                                 |                                                     |
| 1860 | 1860                                                |                                                     | 1 106                                               |                                                     |
| 1870 | 1870                                                |                                                     | 1 175                                               |                                                     |
| 1880 | 1880                                                |                                                     | 1 086                                               |                                                     |
| 1890 | 1890                                                |                                                     | 899                                                 |                                                     |
| 1900 | 1900                                                |                                                     | 806                                                 |                                                     |
| 1910 | 1910                                                |                                                     | 737                                                 |                                                     |
| 1920 | 1920                                                |                                                     | 785                                                 |                                                     |
| 1930 | 1930                                                |                                                     | 729                                                 |                                                     |
| 1940 | 1940                                                |                                                     | 742                                                 |                                                     |
| 1950 | 1950                                                |                                                     | 693                                                 |                                                     |
| 1960 | 1960                                                |                                                     | 530                                                 |                                                     |
| 1970 | 1970                                                |                                                     | 468                                                 |                                                     |
| 1980 | 1980                                                |                                                     | 675                                                 |                                                     |
| 1990 | 1990                                                |                                                     | 913                                                 |                                                     |
| Anm: Källor: Umeå universitet - Tabellverket 1749-1859, Demografiska databasen, CEDAR, Umeå universitet |                                                     |                                                     |                                                     |                                                     |

### Fotnoter
1. 1 2 3  Svensk Uppslagsbok andra upplagan 1947–1955: Högsrum socken
2. 1 2  Harlén, Hans; Harlén Eivy (2003). Sverige från A till Ö: geografisk-historisk uppslagsbok. Stockholm: Kommentus. Libris 9337075. ISBN 91-7345-139-8
3. 1 2  Det medeltida Sverige 4:3 Öland
4. ↑  ”Församlingar”. Statistiska centralbyrån. https://www.scb.se/hitta-statistik/regional-statistik-och-kartor/regionala-indelningar/forsamlingar/. Läst 30 december 2022.
5. ↑  Administrativ historik för Högsrum socken (Klicka på församlingsposten). Källa: Nationella arkivdatabasen, Riksarkivet.
6. 1 2  Sjögren, Otto (1931). Sverige geografisk beskrivning del 2 Östergötlands, Jönköpings, Kronobergs, Kalmar och Gotlands län. Stockholm: Wahlström & Widstrand. Libris 9939
7. 1 2 3  Nationalencyklopedin
8. ↑  Fornlämningar, Statens historiska museum: Högsrums socken
9. ↑  Fornminnesregistret, Riksantikvarieämbetet: Högsrums socken Fornminnen i socknen erhålls på kartan genom att skriva in sockennamn (utan "socken") i "Ange geografiskt område"